# Lola Weippert

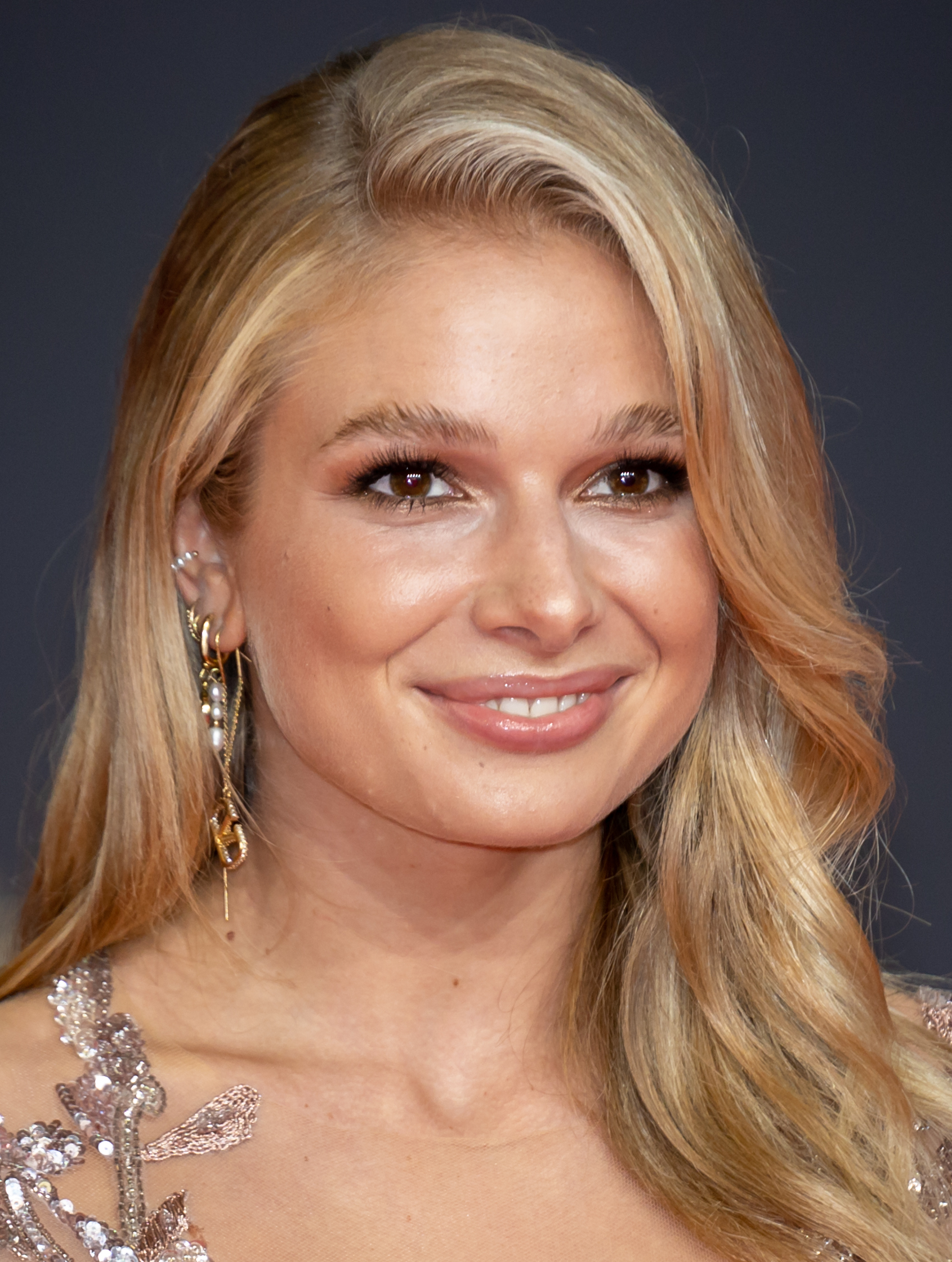
Lola Weippert (2022)

Eleonore Lola Naomi Weippert (* 30. März 1996 in Rottweil) ist eine deutsche Fernseh- und ehemalige Radiomoderatorin.

## Karriere
Weipperts Eltern, die als Klavierbauer arbeiten, ließen sich scheiden, als sie ein Kind war. Sie besuchte zunächst eine Waldorfschule und machte das Abitur am Rottweiler Leibniz-Gymnasium.
Weippert moderierte 2015 und 2016 im Hörfunk bei Das Neue Radio Neckarburg und von 2016 bis 2020 die Frühsendung Deutschlands biggste Morningshow bei bigFM. Im Januar 2019 wurde ein Hörer gesucht, um mit Weippert fünf Tage als Blind Date in Las Vegas zu verbringen und sie anschließend in einer Fake-Hochzeit zu heiraten. Mit dem Hörer war Weippert daraufhin bis Mitte 2021 liiert.
Die damalige BigFM-Moderatorin Weippert machte sich nach der Echoverleihung 2018 in ihrer damaligen Sendung Lola lästert über die Ausdrucks- und Sprechweise des Rappers Farid Bang lustig, was zu einem Beef mit ihm führte.
2019 führte Weippert als Moderatorin durch das Onlineformat der RTL-Zwei-Dating-Reality-Show Love Island.
Im Jahr 2020 war Weippert eine von mehreren Influencern und TV-Moderatoren, die in Werbespots gegen häusliche Gewalt der Kampagne „Schweigen macht schutzlos“ des Weißen Rings auftraten. Im Jahr 2020 gab sie ihr Debüt als Moderatorin der Aftershow Das große Wiedersehen der VOX-Dating-Show Prince Charming.
Im Jahr 2021 löste sie Angela Finger-Erben als Moderatorin der RTL-Dating-Reality-Show Temptation Island – Versuchung im Paradies ab, war in der Late-Night-Show Täglich frisch geröstet zu Gast, trat in der Show Denn sie wissen nicht, was passiert auf und erreichte in der 14. Staffel der RTL-Tanzshow Let’s Dance zusammen mit Christian Polanc den sechsten Platz. Seit 2021 moderiert sie die Aftershow Das Wiedersehen von Princess Charming auf RTL+. Gemeinsam mit Chris Tall moderierte sie die 15. Staffel der Show Das Supertalent bei RTL. Im August 2021 moderierte sie gemeinsam mit Daniel Hartwich die Sendung RTL sagt Danke!
2022 nahm Weippert am RTL Turmspringen teil und war im Synchronspringen an der Seite ihrer Schwester Charlotte auf dem Turm. Am 22. Oktober 2022 nahm sie an den RTL Wasserspielen teil. Im Oktober 2022 moderierte sie auf RTL Zwei die Tanzshow Skate Fever – Stars auf Rollschuhen.
Im April 2023 war sie als Kandidatin in der ProSieben-Show Die Unschlagbaren zu sehen. Am 20. Dezember war sie zu Gast in der Weihnachtsausgabe des Podcasts Fest & Flauschig.

## Persönliches
Weippert hat eine Schwester. Sie lebt in Berlin und auf einem Bauernhof in einem Dorf in der Niederlausitz.
Im Dezember 2023 gab Weippert bekannt, dass bei ihr ADHS diagnostiziert wurde. Im August 2024 gab Weippert bekannt, dass bei ihr ein gutartiger Tumor an der Brust diagnostiziert worden sei und sie in der Berliner Charité behandelt werde.

## Moderationen

### Fortlaufend
- seit 2020: Prince Charming – Das große Wiedersehen (RTL+)
- seit 2021: Princess Charming – Das Wiedersehen (RTL+)

### Ehemalig
- 2019: Love Island – Aftersun: Der Talk (YouTube)
- 2021: RTL sagt Danke! (RTL, gemeinsam mit Daniel Hartwich)
- 2021: Das Supertalent (RTL, gemeinsam mit Chris Tall)
- 2022: Skate Fever – Stars auf Rollschuhen (RTL Zwei)
- 2016–2020: Deutschlands biggste Morningshow (bigfm)
- 2021–2025: Temptation Island (RTL+)
- 2021–2024: Temptation Island VIP (RTL+)

## Buch
- Sei mutig und dir gehört die Welt. Bastei Lübbe, 2024, ISBN 978-3-96096-403-2. Mit einem Vorwort von Stefanie Stahl.